# Vilma Ochoa
Vilma Ochoa (2 de junio de 1980) es una deportista y entrenadora de levantamiento de potencia ecuatoriana. Nació en Montalvo, Provincia de Los Ríos, Ecuador, mide 1.50 metros de altura y ha roto en 5 ocasiones el récord mundial en levantamiento de pesas. Es entrenadora del equipo femenino de Pichincha desde 2007. Su entrenador es Marco Sánchez.

## Carrera
Empezó en el mundo del levantamiento de potencia desde los 16 años, cuando asistió a un gimnasio de Montalvo con intenciones de esculpir su cuerpo, convirtiéndose en una de las primeras mujeres ecuatorianas en participar en levantamiento de potencia.
En 2001 fue campeona sudamericana juvenil de levantamientos de pesas, en 2002 obtuvo el primer lugar en el Sudamericano Absoluto, en 2004 obtuvo el campeonato sudamericano senior y en 2010 fue vicecampeona mundial absoluta en Pilsen en el Mundial de República Checa, donde rompió dos récords mundiales en sentadilla, 202.5 kg y 207.5 kg.
En 2012 ganó la medalla de oro en el Sudamericano de Cali, Colombia, dentro de la categoría Open -52 kg en levantamiento de potencia. En los Juegos Mundiales de Cali 2013, Vilma obtuvo el cuarto lugar en levantamiento de potencia, sin embargo obtuvo un nuevo récord mundial con 217,5 kilogramos.
También obtuvo el vicecampeonato en Puerto Rico, en 2012, la categoría -52 kilos, donde ganó la medalla de oro con 215 kilos en la modalidad sentadilla, rompiendo su récord anterior.
En noviembre de 2017, Ochoa consiguió la presea de plata en la categoría 52 kilos en el Campeonato Mundial Abierto de Levantamiento de Potencia, celebrado en Pilsen en la República Checa.

## Vida personal
Está divorciada. Terminó su bachillerato en su ciudad natal, y continuó sus estudios superiores en Guayaquil, en la Universidad Politécnica del Litoral, donde obtuvo el título de economista.

## Enlaces rotos
- http://www.elcomercio.ec/deportes/Ochoa-formula-lograr-titulos-internacionales_0_803319735.html (enlace roto disponible en Internet Archive; véase el historial, la primera versión y la última).
- http://www.elcomercio.com/deportes/Vilma-Ochoa-campeona-pregona-ejemplo_0_841115907.html (enlace roto disponible en Internet Archive; véase el historial, la primera versión y la última).
- http://www.hoy.com.ec/noticias-ecuador/vilma-ochoa-obtuvo-la-presea-de-oro-en-sentadilla-280553.html
- http://www.explored.com.ec/noticias-ecuador/vilma-ochoa-obtuvo-la-presea-de-oro-en-sentadilla-280553.html (enlace roto disponible en Internet Archive; véase el historial, la primera versión y la última).
- http://www.elpopular.com.ec/94448-oro-y-record-para-ochoa.html (enlace roto disponible en Internet Archive; véase el historial, la primera versión y la última).
- https://web.archive.org/web/20130807061303/http://expreso.ec/expreso/plantillas/nota.aspx?idart=4924023&idcat=19308&tipo=2

- Datos: Q20932039